# Scaniabiografen, Malmö

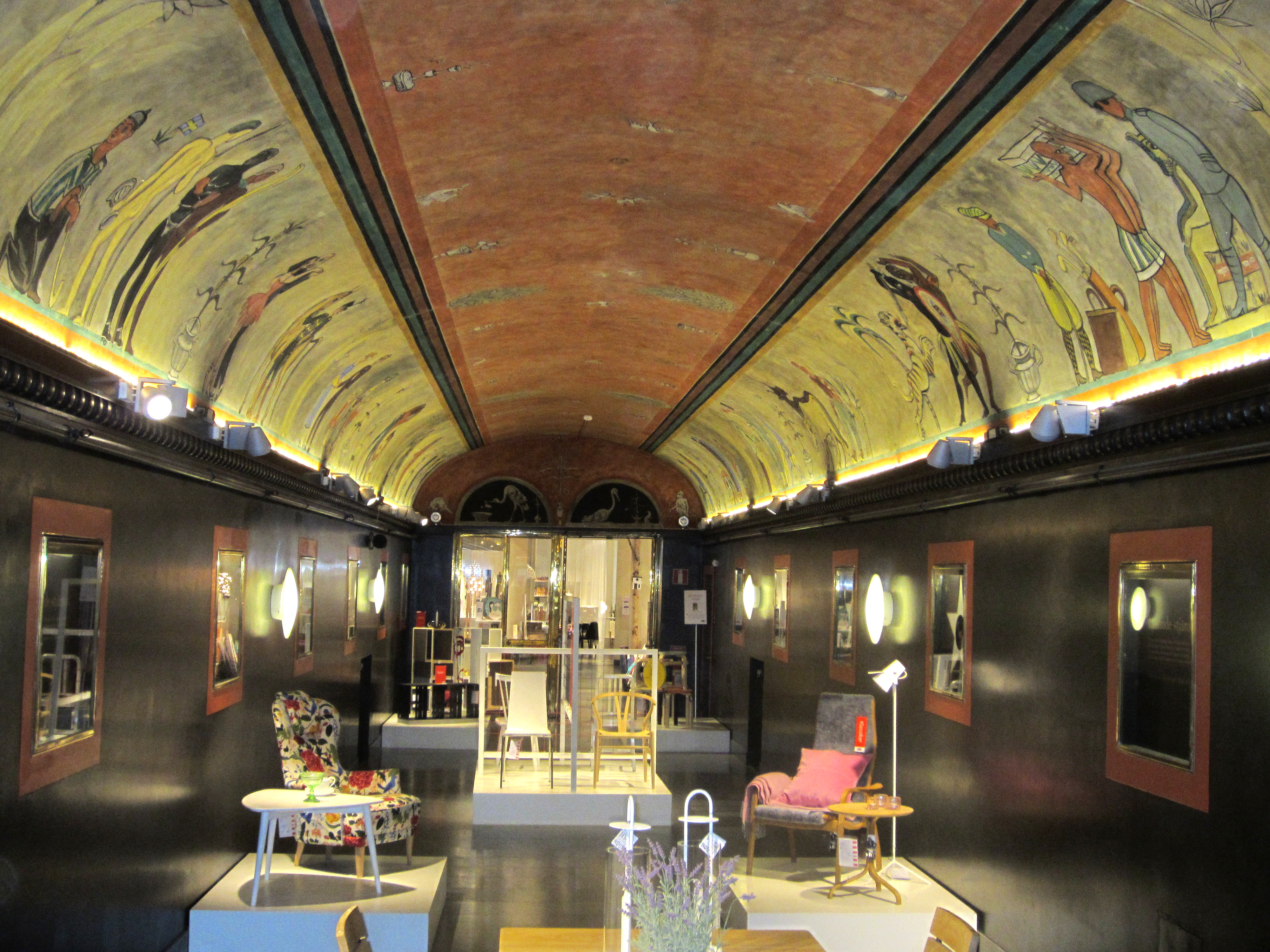
Entrén till Scaniabiografen i Malmö med Einar Forseths målningar.

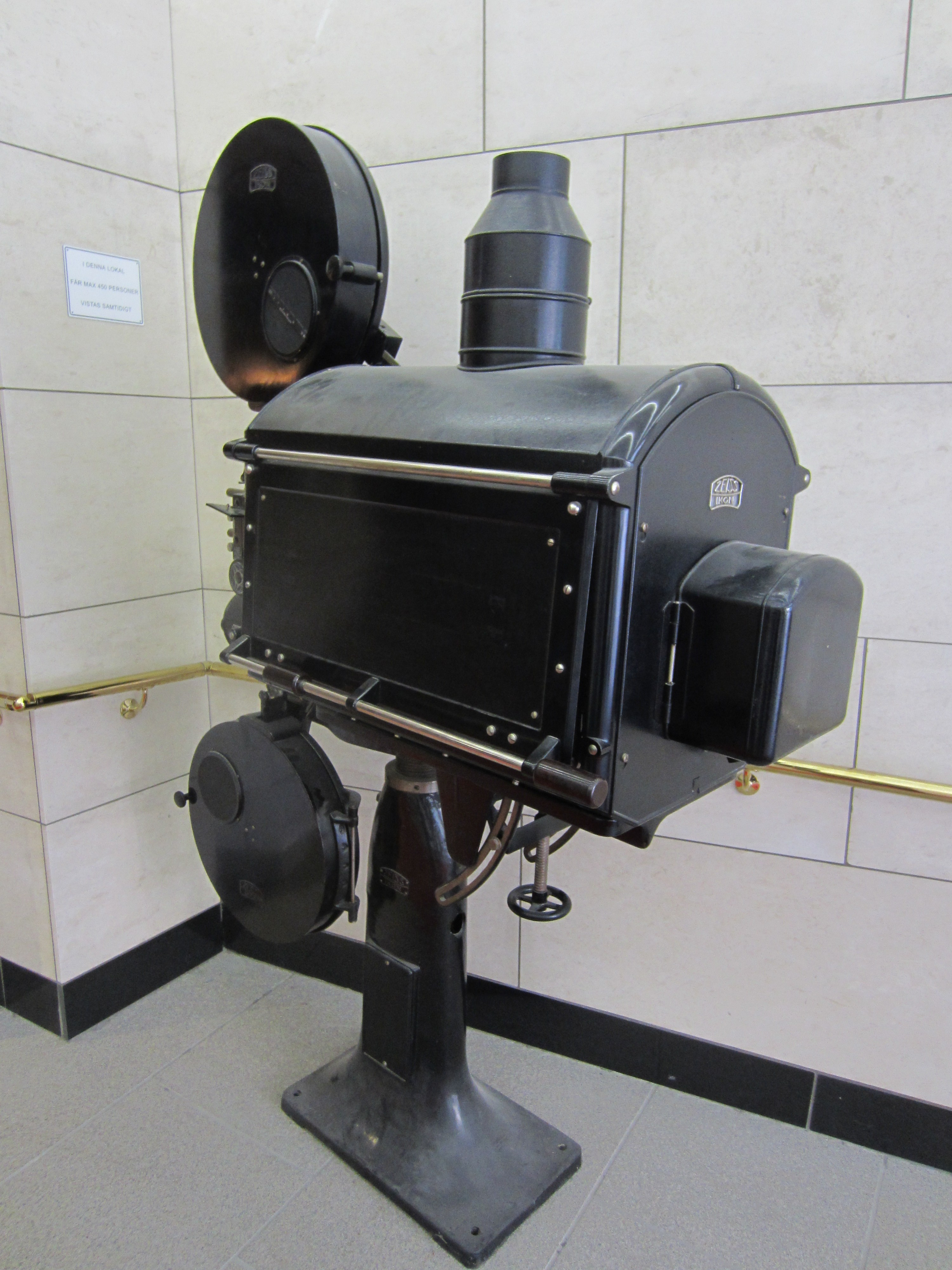
Filmprojektor för Scaniabiografen i Malmö.

Scaniabiografen var en biograf vid Södergatan i Malmö. Den invigdes den 11 januari 1925 som stumfilmsbiograf. Initiativtagare och ägare var Jens Edvard Kock, som redan hade flera biografer i staden. Som arkitekt valde Kock Arnold Salomon-Sörensen, son till stadsarkitekten i Malmö Salomon Sörensen. Själva salongen inreddes av Karl Nordberg som var inredningsarkitekt vid Nordiska Kompaniet i Stockholm. Biografen var när den öppnade en av de största i Malmö med sina totalt 699 platser. 
Den mycket höga biografsalongen var försedd med en balkong som löpte utmed kortsidan men också utmed de två långsidorna. Denna balkong kunde ta 133 sittande. Balkongen bars upp av vridna, med kapitäl försedda kolonner i björk. För väggarnas boasering hade använts päron- körsbärs och valnötsträ. Den enorma ridån bestod av grönt sammet med motiv broderat i guld, silver och rött. Konstnären var Einar Forseth.
När biografen öppnade var det fortfarande stumfilm som visades. Sörensen hade därför gjort plats för ett orkesterdike för en inte mindre än tio man stor orkester som kunde agera under filmvisningarna.
Inför invigningen använde man uttryck som ”en av Skandinaviens vackraste biolokaler”. Efter den pampiga invigningen bjöd biografägaren särskilt inbjudna på supé på Hotell Kramer.  
Själva biografsalongen var placerad mitt i kvarteret. Från Södergatan fick man därför, efter att ha betalt entrébiljett, gå igenom en lång, inbyggd passage. För att utsmycka taket i denna valde Kock att anlita konstnären Einar Forseth. Utmed den södra taksidan visas för dåtiden aktuella scener från hela världen, medan den norra långsidan skildrade ett människolivs olika faser.  
Utsläppet av publiken skedde ut mot en öppen tomt invid Kalendegatan. Denna hade Kock planer på att införliva i verksamheten för att här anordna ”hästkapplöpningar ävensom vattenpantomimer". Av dessa planer blev dock intet. 
Biografsalongen renoverades 1943 varvid orkesterdiket försvann och den gamla armaturen byttes ut. Samtidigt fick entrépartiet mot Södergatan sin nya form. Väggarna täcktes här med marmor och en stor baldakin som nådde ända ut mot trottoaren försågs med neonbelysning. 1959 revs hela den kvarvarande inredningen ut och salongen rymde efter detta 927 besökare.
Den 8 december 1994 kunde den forna storbiografen slå upp portarna i en helt ny skepnad under namnet ”Biopalatset”. Sandrew Film AB hade nu byggt om i tidens anda, så att man i sex mindre biografsalonger kunde visa film samtidigt. Den största av dessa salonger hade en handmålad sammetsridå i gult och grönt, skapad av professorn Olle Nyman. Ridån skulle vara en sinnebild av våren.
2007 lades Biopalatset ner och efter att lokalerna stått tomma i fem år kunde en helt ny verksamhet flytta in. I dag minner endast den långa inbyggda passagen med sina målningar om biografperioden. Resten har totalt byggts om och här finns nu möbelkedjan Svenssons i Lammhult i sin 2500 kvadratmeter stora affär. 

## Galleri

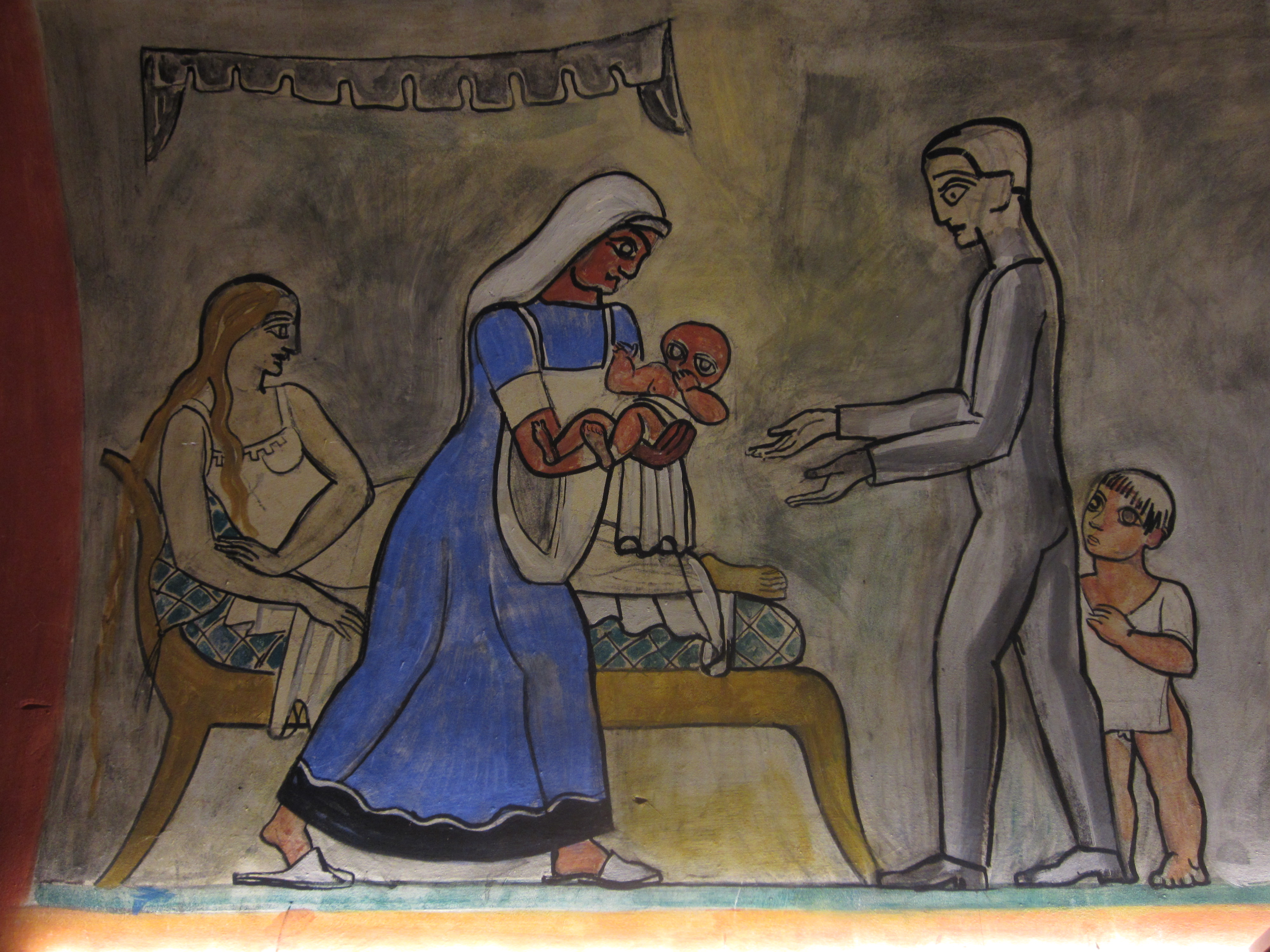
Einar Forseths målningar i Scaniabiografen.
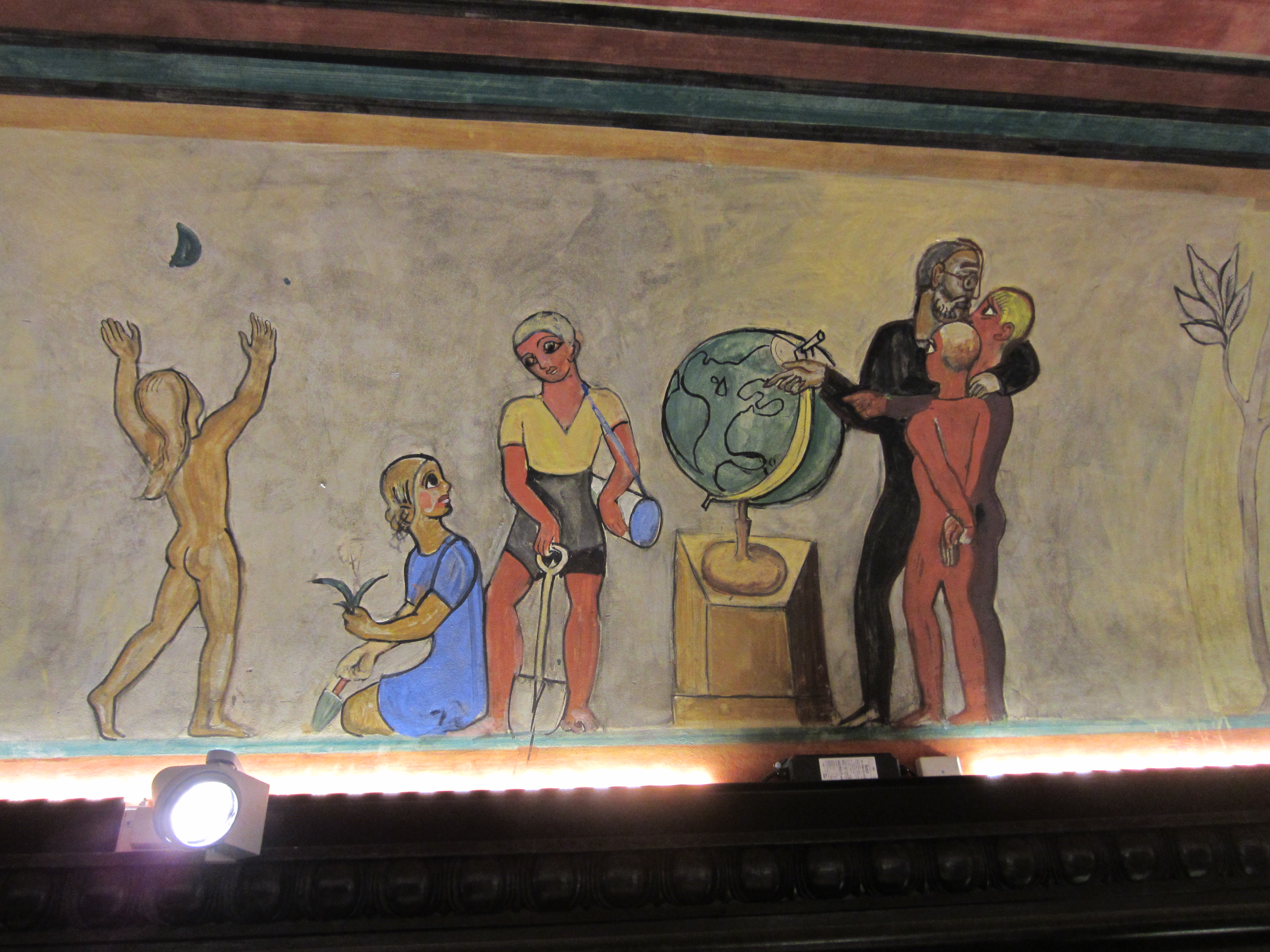
Einar Forseths målningar i Scaniabiografen.
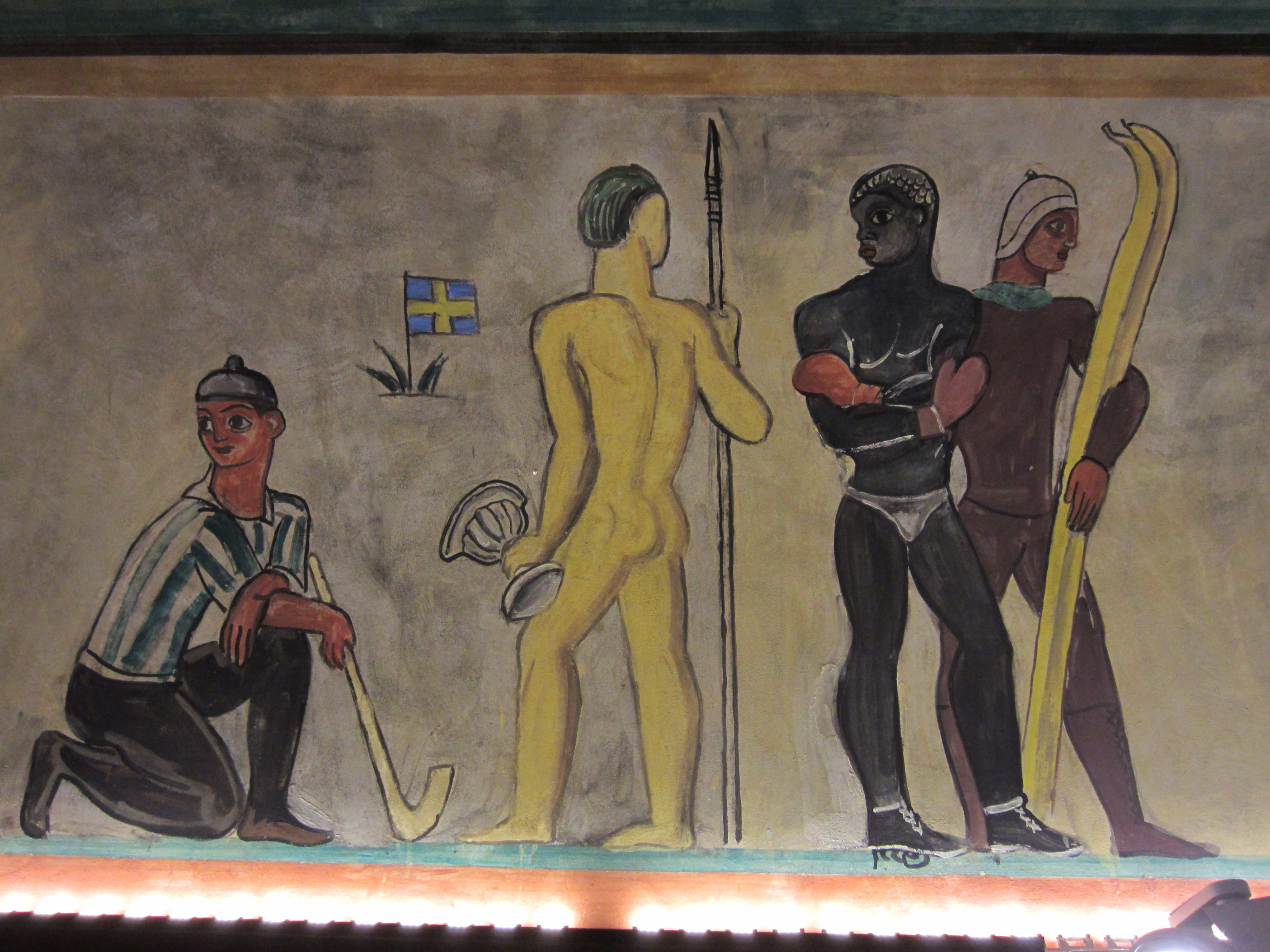
Einar Forseths målningar i Scaniabiografen.
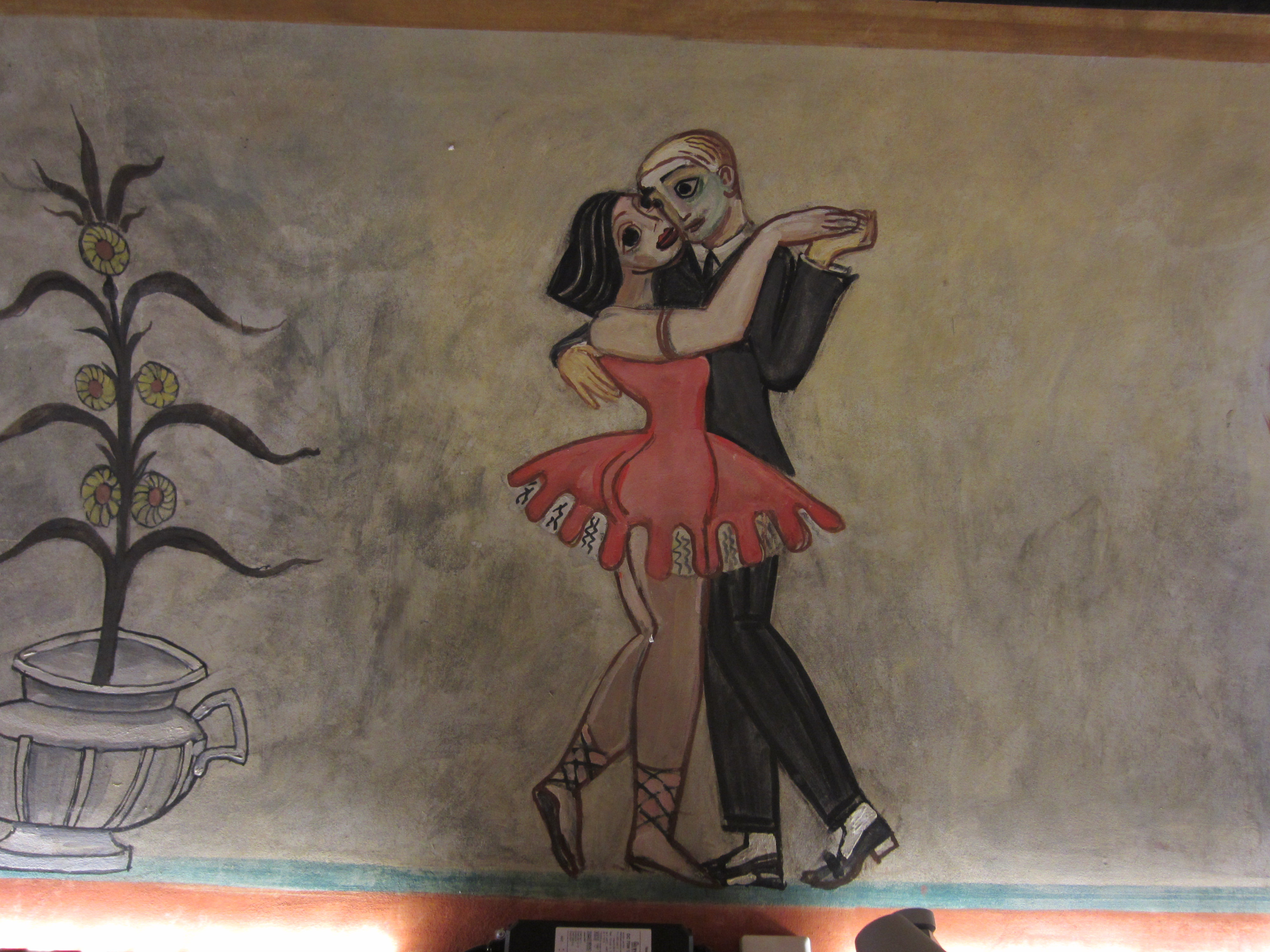
Einar Forseths målningar i Scaniabiografen.
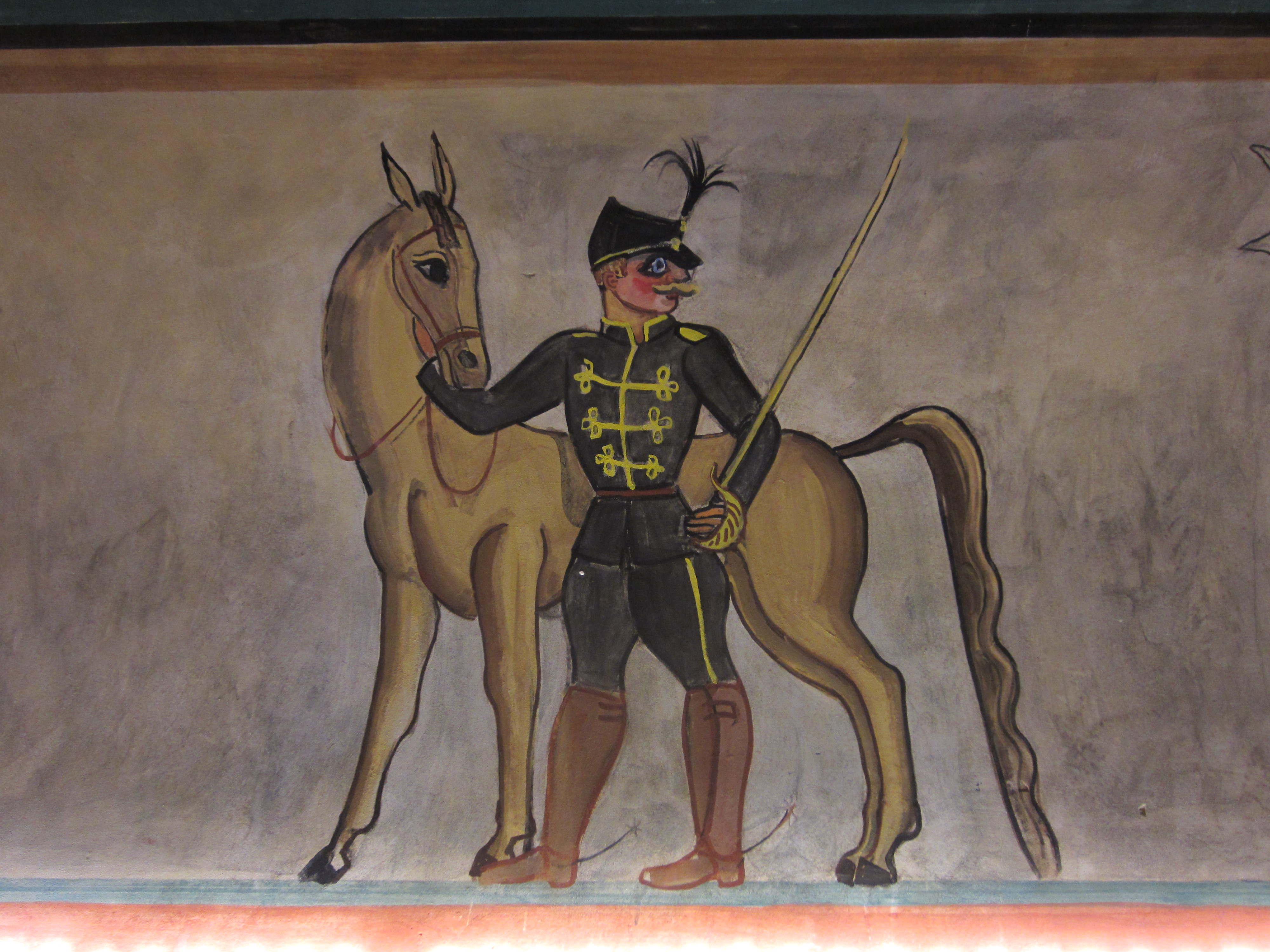
Einar Forseths målningar i Scaniabiografen.
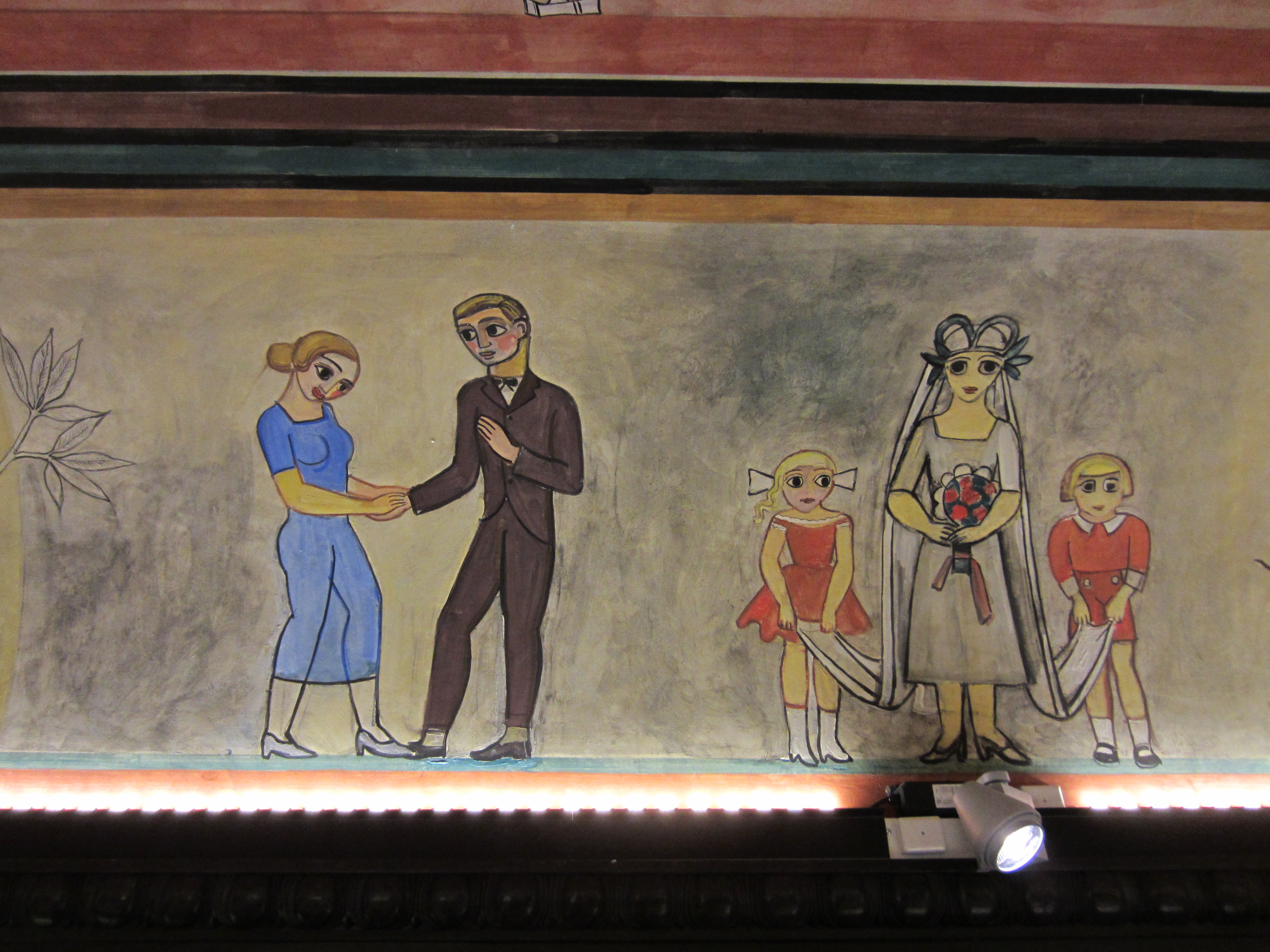
Einar Forseths målningar i Scaniabiografen.
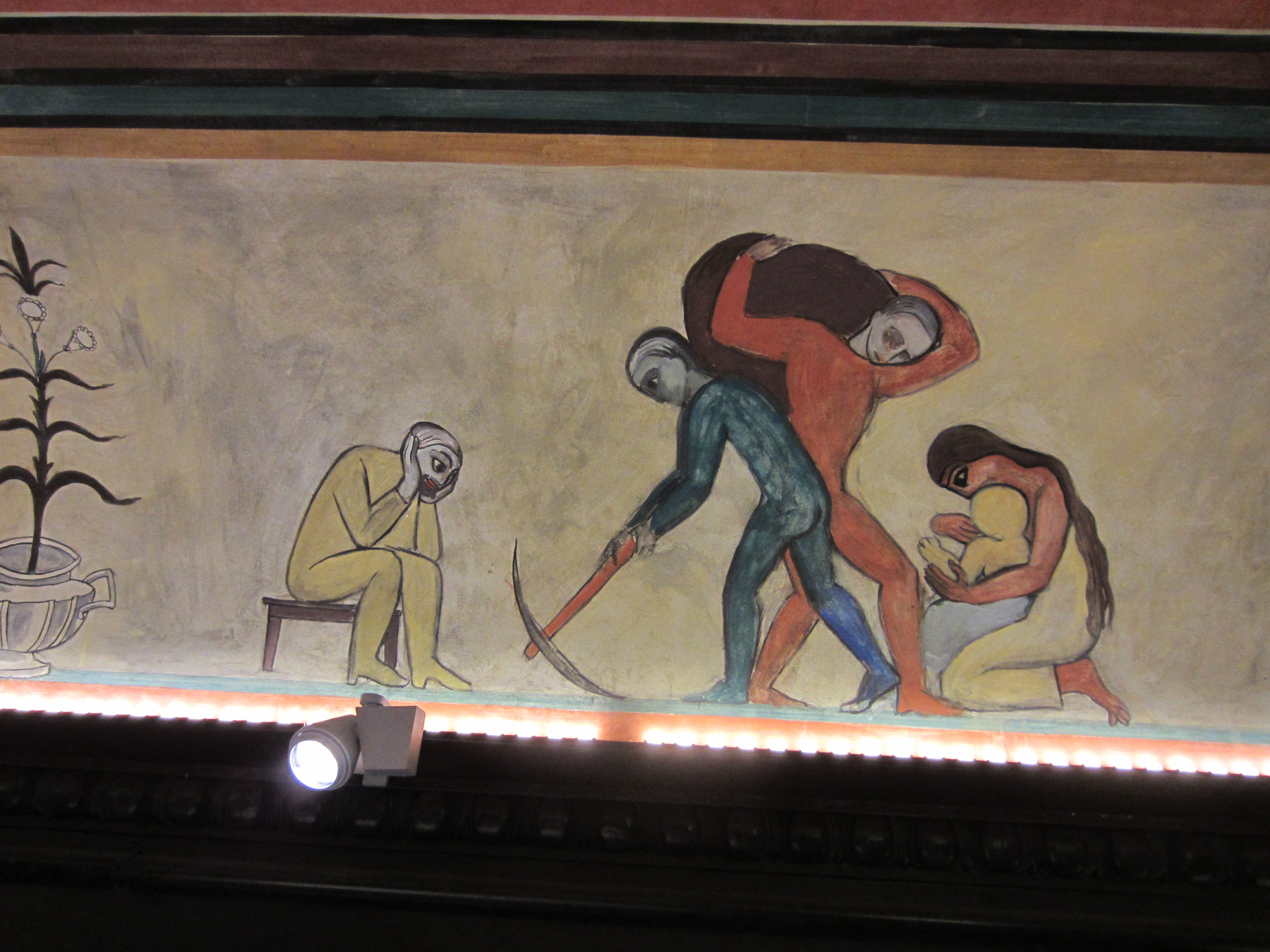
Einar Forseths målningar i Scaniabiografen.
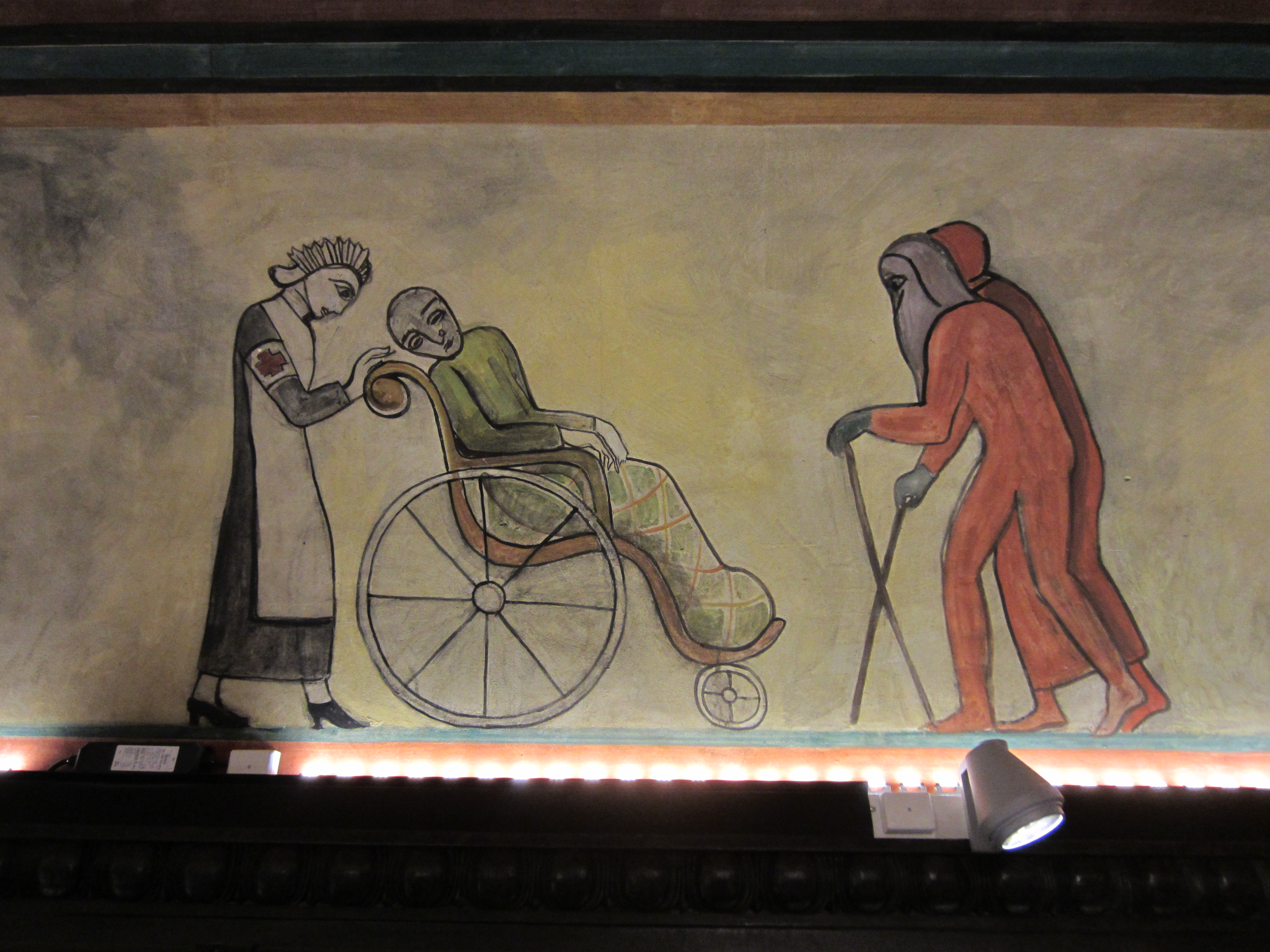
Einar Forseths målningar i Scaniabiografen.
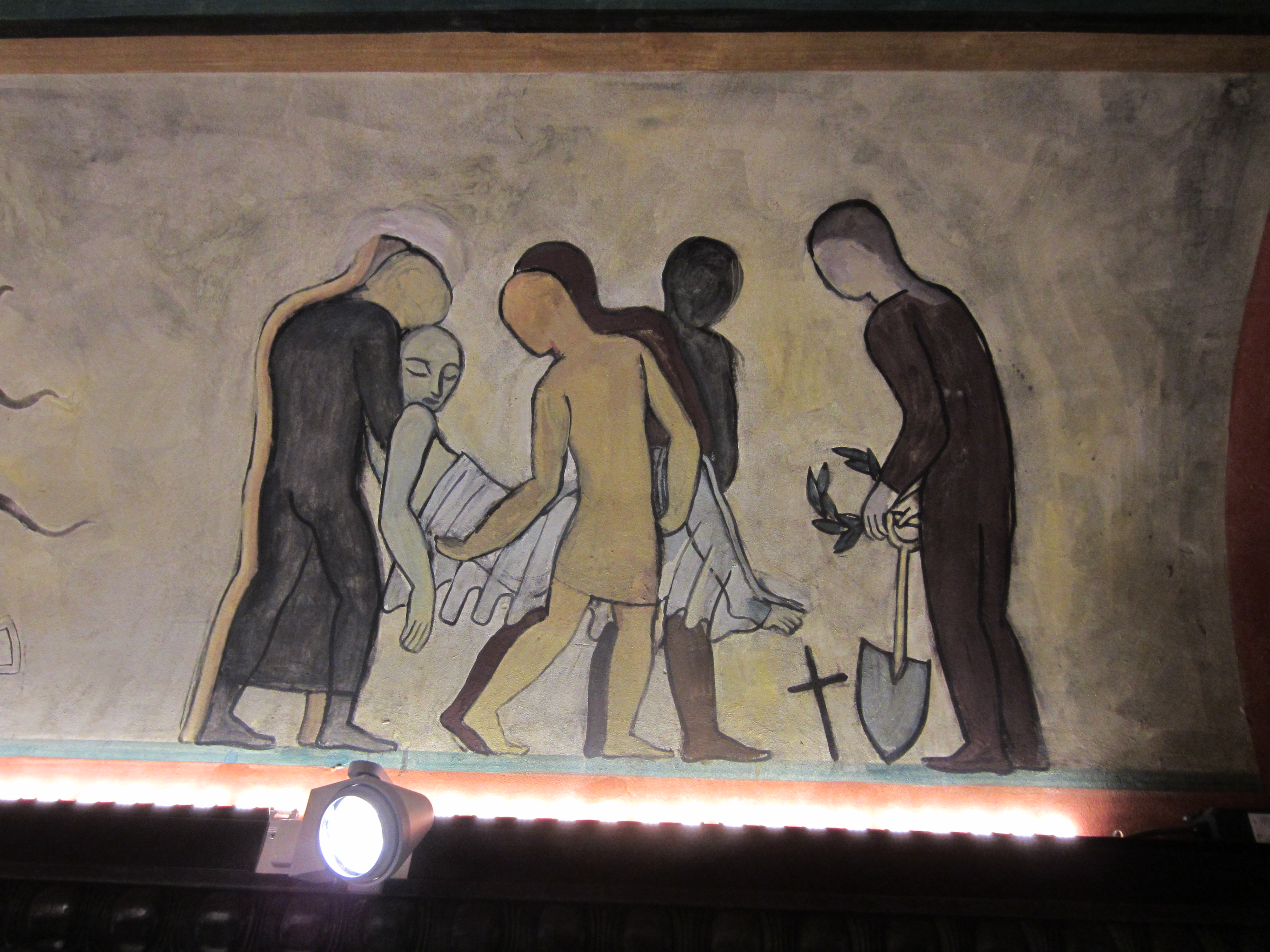
Einar Forseths målningar i Scaniabiografen.